# Escola Tècnica Superior d'Arquitectura de Madrid

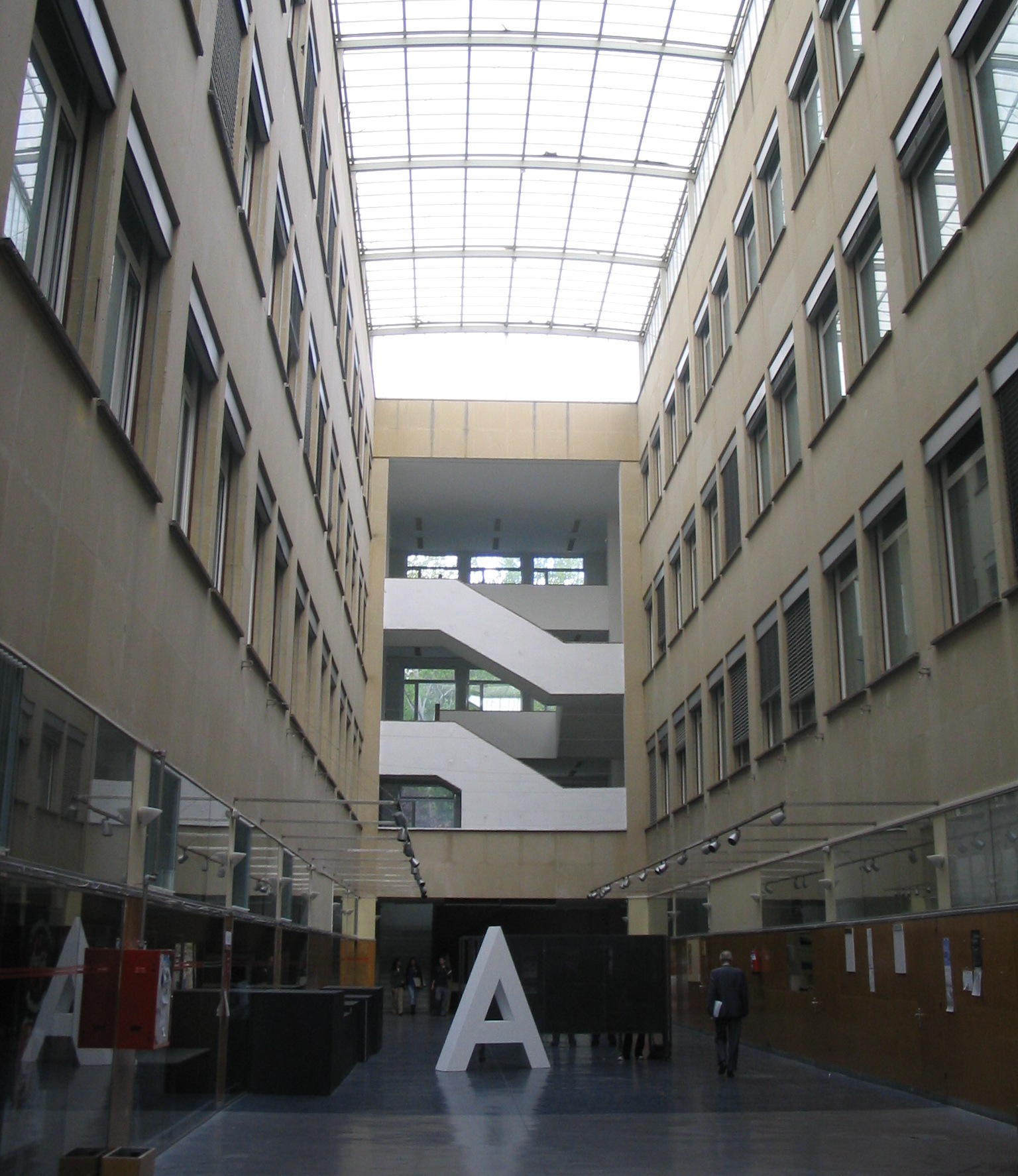
Espai diàfan de l'interior de l'edifici nou de la ETSAM.

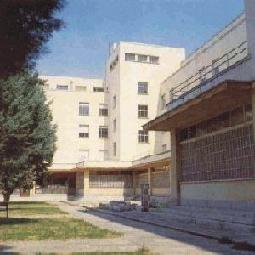
Escola Tècnica Superior d'Arquitectura de Madrid.

L'Escola Tècnica Superior d'Arquitectura de Madrid (en castellà: Escuela Técnica Superior de Arquitectura de Madrid, ETSAM) és l'escola superior d'arquitectura de la Universitat Politècnica de Madrid (Espanya). Prepara i expedeix el títol d'Arquitecte, així com doctorats i diversos mestratges. El centre està situat en l'Avinguda Juan de Herrera, 4, dintre de la Ciutat Universitària de Madrid. L'actual edifici es va posar en funcionament el 1936 i posseïx una nodrida biblioteca que compta amb fons molt diversos, des dels tractats originals de Le Corbusier, Sebastiano Serlio i Andrés de Vandelvira, fins a les últimes revistes d'arquitectura, passant pels llibres més influents de l'arquitectura moderna.

## Història
L'Arquitectura, com a disciplina escolar, va començar a impartir-se el 1744, a la Real Academia de Bellas Artes de San Fernando de Madrid, i el 1757 el rei Ferran VI va aprovar els Estatuts de l'Acadèmia. La reforma educativa duta a terme per Isabel II el 1844 va donar lloc a un transitori Estudio especial de arquitectura dintre d'una nova Escuela de Nobles Artes (1845), lligada encara a l'Acadèmia. El 1848 es va crear l'Escuela Especial de Arquitectura de Madrid, una institució independent (la primera a Espanya) que expedia el títol d'Arquitecte després de quatre anys de carrera. Durant el període de l'Acadèmia els ensenyaments van tenir lloc a la Real Casa de la Panadería de la Plaza Mayor, i més tard a l'antic Palacio de Goyeneche.
El 1936, l'escola es va traslladar a l'edifici de la Ciutat Universitària de Madrid que avui dia s'usa. El pla vigent és el conegut com plan 96, successor del plan 75. El plan 96 s'estructura en assignatures quadrimestrals a les quals se'ls atribuïx un nombre determinat de crèdits en funció de les hores lectives. Es preveu un canvi radical del pla d'estudis determinat pel tractat de Bolonya de futura aplicació a totes les universitats de la Unió europea.

## Dades de l'escola
L'Escola Tècnica Superior d'Arquitectura de Madrid se situa en la zona sud de la Ciutat Universitària de Madrid (districte de Moncloa-Aravaca), a l'avinguda Juan de Herrera, 4, al costat del poliesportiu sud. El recinte de l'escola disposa de dos aparcaments, un d'ells per al personal i l'altre per a alumnes, i dos edificis. El més antic i gran d'ells té la planta en forma d'O i un total de sis pisos, quatre d'ells sobre el nivell del sòl i dos soterranis. En aquest immoble està el saló d'actes, la biblioteca, la secretaria, l'aula magna, el centre de càlcul i alguns laboratoris, a més de la majoria d'aules. Prop de l'edifici antic està l'anomenat edifici nou, construït posteriorment, en el qual està la cafeteria-restaurant, una papereria tècnica, servei d'impremta i fotocòpies, una capella, la delegació d'alumnes, una llibreria i departaments dels professors i catedràtics.
L'actual director de l'escola és Luis Maldonado Ramos, Doctor Arquitecte i Catedràtic. L'equip de direcció el conformen el secretari i cinc sotsdirectors responsables de diferents àrees. La Junta de l'Escola és l'organisme format per professors, alumnes, col·lectius de la comunitat acadèmica i personal d'administració i serveis que es reuneix una vegada al trimestre i s'encarrega de triar a l'equip directiu. Els departaments que organitzen les assignatures que s'imparteixen en aquesta escola són els següents: 
- Dep. de Composició Arquitectònica
- Dep. de Construcció i Tecnologia Arquitectòniques
- Dep. d'Estructures de l'Edificació
- Dep. d'Ideació Gràfica Arquitectònica
- Dep. de Física i Instal·lacions Aplicades a l'Edificació, al Medi ambient i a l'Urbanisme
- Dep. de Matemàtica Aplicada a l'Edificació, al Medi ambient i a l'Urbanisme
- Dep. de Projectes Arquitectònics
- Dep. d'Urbanística i Ordenació del Territori
- Dep. de Lingüística Aplicada a la Ciència i a la Tecnologia.

L'actual pla d'estudis, denominat Plan 96, va ser aprovat per la La Junta d'Escola de la ETSAM en sessió plenària celebrada el dia 27 de maig de 1996. Aquest Pla, homologat pel consell d'Universitats i publicat en el Butlletí Oficial de l'Estat el dia 3 de febrer de 1996, té un currículum de 450 crèdits (1 crèdit equival a 10 hores lectives), i va iniciar la seva impartició el curs 1996/1997. La carrera es divideix en cinc cursos, i cadascun d'aquests en dos quadrimestres. Les assignatures, que són quadrimestrals, poden ser obligatòries, optatives (exclusives de la ETSAM) i de lliure elecció (comunes en la Universitat Politècnica de Madrid). Finalitzats tots els cursos, l'alumne realitza el projecte de fi de carrera per a obtenir el títol d'arquitecte superior.

## Antics alumnes cèlebres
| - Félix Candela - Julio Cano Lasso - Fernando Chueca Goitia - Luis Ferreres Soler - Miguel Fisac - Guillermo Langle |  | - Rafael Moneo - Antonio Palacios Ramilo - Francisco Javier Sáenz de Oiza - Alejandro de la Sota - Salvador Valeri i Pupurull - Alejandro Zaera Polo - Francisco Javier Carvajal Ferrer |